# I
 Тази статия е за латинската буква.  За химичния елемент вижте Йод.  
I, или i е деветата буква от латинската азбука. Тя е гласна и има звучна стойност /i/, /j/, /aɪ/ или /ɪ/. В английския език буквата се нарича „ай“. Използва се във всички езици, използващи латиница. Еквивалентът на буквата на кирилица е буквата и.